# You Got the Silver
〈You Got the Silver〉는 1969년 음반 《Let It Bleed》의 영국의 로큰롤 밴드 롤링 스톤스의 곡이다. 일본에서 〈Let It Bleed〉 싱글의 B-사이드로도 발매되었다. 1969년 2월 18일에 녹음된 〈You Got the Silver〉는 기타리스트 키스 리처즈가 솔로 리드 보컬에 참여하는 최초의 롤링 스톤스 곡이다(리처즈는 이전에 《Between the Buttons》에서 〈Something Happened to Me Yesterday〉의 일부에서 《Beggars Banquet》의 〈Salt of the Earth〉의 리드 보컬을 따로 불렀다). 리처즈가 직접 작곡한 곡 중 하나인 〈You Got the Silver〉는 당시 여자친구였던 아니타 팔렌베르크에 대해 썼다고 한다.